# تامارا بوروش
تامارا بوروش (انگلیسی: Tamara Boroš؛ زادهٔ ۱۹ دسامبر ۱۹۷۷) یک بازیکن تنیس روی میز اهل کرواسی است. 
وی در مسابقات کشوری و بین‌المللی در مجموع برنده ۶ مدال طلا، ۴ مدال نقره، ۶ مدال برنز شده‌است.